# استنلی انزوکی
استنلی انزوکی (فرانسوی: Stanley Nsoki‎؛ زادهٔ ۹ آوریل ۱۹۹۹) بازیکن فوتبال اهل فرانسه است.
از باشگاه‌هایی که در آن بازی کرده‌است می‌توان به باشگاه فوتبال پاری سن ژرمن اشاره کرد.
وی همچنین در تیم‌های ملی فوتبال زیر ۱۷ سال فرانسه، زیر ۱۹ سال فرانسه، زیر ۲۰ سال فرانسه و زیر ۲۱ سال فرانسه بازی کرده‌است.